# Фахмиде, Мохаммад Хосейн
Мохаммад Хосейн Фахмиде (6 мая 1967 — 30 октября 1980) — иранский подросток, погибший в 13 лет в ходе ирано-иракской войны, ценой своей жизни подорвав вражеский танк. В Иране считается национальным героем (шахидом).
В сентябре 1980 года иракские войска неожиданно напали на Иран, развязав ирано-иракскую войну. Силами пяти бронетанковых и механизированных дивизий при поддержке с воздуха иракцы форсировали реку Шатт-эль-Араб и развернули наступление с целью захватить богатую нефтью провинцию Хузестан на юго-западе Ирана. Иракской армии удалось попутно захватить несколько небольших городов, вслед за чем 10 ноября была совершена атака на Хорремшехр.
Согласно официально публикуемой биографии, Мохаммад Хосейн Фахмиде родился в Куме в религиозной семье Мохаммада Таки Фахмиде. Когда началась ирано-иракская война, ему было 13 лет. Втайне от родителей он покинул дом и присоединился к ополчению Басидж. Во время осады города Хорремшехр Фахмиде сражался наравне со взрослыми солдатами, принимая участие в кровопролитных боях.
В начале войны иракские войска имели превосходство за счёт фактора неожиданности, а также численного и технического превосходства. 30 октября в ходе боя отряд, в котором сражался Фахмиде, понёс большие потери. Юноша, увидев, что его товарищи мертвы либо ранены, а иракские войска продолжают наступление, снял с лежащего рядом тела пояс для гранат, надел на себя, выдернул чеки и бросился под танк противника. Иракские солдаты подумали, что иранцы заминировали местность и остановили наступление. Позже о героическом поступке Фахмиде сообщил «Голос Исламской Республики Иран».
Подвиг мальчика вдохновил многих иранцев жертвовать собой во время войны на благо родины. Аятолла Хомейни провозгласил Мохаммада Хосейна Фахмиде национальным героем и много раз упоминал его имя в своих выступлениях.
Фахмиде похоронен в Тегеране на кладбище Бехеште-Захра. В пригороде Тегерана в память о нём был воздвигнут памятник, который стал местом паломничества молодых иранцев. В честь Мохаммада Фахмиде также названы улицы, больницы, школы и спортивные стадионы. В 1986 году была выпущена почтовая марка с его изображением. 27 сентября 1989 года, после окончания ирано-иракской войны, Фахмиде был посмертно награжден медалью Победы 1-го класса. В честь подвига Мохаммада Фахмиде в Иране ежегодно проводится так называемый «День мобилизации студентов» (перс. روز بسیج دانش آموزی‎).